# Waldemar Jungner
Ernst Waldemar Jungner, född 19 juni 1869 i Vilske-Kleva församling, Skaraborgs län, död 30 augusti 1924 i Kneippbaden, var en svensk ingenjör och uppfinnare.

## Biografi
Waldemar Jungner var det yngsta av åtta barn till kyrkoherde Jonas Jungner och Josefina Blomberg.
År 1888 gjorde han sin första uppfinning, ett brandlarm som kallades för pyrofonen. 
År 1889 avlade Jungner studentexamen i Skara och 1891 filosofie kandidatexamen i Uppsala. Efter ytterligare två års studier, dels vid Uppsala universitet, dels vid Kungliga Tekniska högskolan i Stockholm, ägnade han sig åt uppfinnarverksamhet.
Jungner uppfann och utvecklade den laddningsbara ackumulatorn med alkalisk elektrolyt under 1890-talet. Han uppfann 1899 nickel-kadmiumbatteriet. Batteriet var ursprungligen ett nickel-järnbatteri (NiFe) med en mindre del kadmium. År 1900 grundande han Ackumulator Aktiebolaget Jungner, vars ursprungliga lokal var en villa i Kneippbaden, där tillverkning av batterier startade. Fabriksvillan brann dock ned 5 år senare. Efter en omkonstruktion döptes företaget till Ackumulator AB Jungner år 1910. Efter flera års experimenterande tog han patent på att använda metallerna nickel och kadmium i batteriets anod och katod, dvs ett NiCd-batteri, ett patent som från 1910 användes för tillverkning av batterier vid Ackumulator AB Jungner.
Han uppfann även en metod att vid tillverkning av cement ersätta leran med kalirika bergarter, varvid man som biprodukt erhöll kalihaltiga ämnen som kunde användas som gödningsmedel.
Han var gift med Hulda Jungner (född Svensson) och hade tre barn.
Waldemar Jungner avled 1924, 55 år gammal.

## Hedersbetygelser
- År 1922 invaldes Jungner som ledamot av Kungliga Ingenjörsvetenskapsakademien[4][5].

- År 1922 tilldelade Kemistsamfundet honom Oscar Carlson-medaljen i guld.

- Jungnerholmarna i Fliseryd i Mönsterås kommun, där det fram till 1975 bedrevs tillverkning av batterier, är uppkallade efter Waldemar Jungner.